# 다케우치 요시미

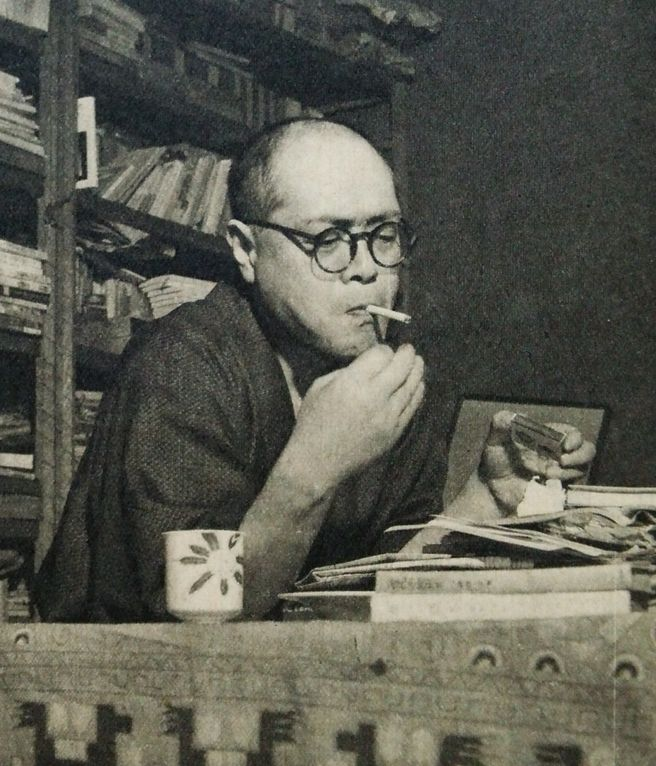
다케우치 요시미

다케우치 요시미(일본어: 竹内 好 타케우치 요시미[*], 1910년 10월 2일 ~ 1977년 3월 3일)는 일본 나가노현 미나미사쿠군 우스다 정에서 태어난 중국 문학자이자 문예평론가이다. 루쉰의 연구·번역, 일중관계론, 일본 문화를 주제로 언론계에서 다수한 평론을 발표하였다.

## 경력
나가노현(長野県) 1931년에 구제(舊制) 오사카 고교(大阪高校)에서 도쿄 제국 대학(東京帝国大学) 문학부(文学部)의 지나문학과(支那文学科)에 입학하였다. 재학 중에 다케다 다이준(武田泰淳) 등과 함께 중국문학 연구회를 결성하고 졸업한 뒤에도 이를 중심으로 활동하였다. 1937년부터 2년 동안 중국의 베이징(北京)에 유학하였는데, 1943년에 일본 육군에 소집되어 중국에서 종전을 맞았다. 이후 게이오기주쿠 대학(慶應義塾大学)에서 강사를 맡아 60년대 이른바 안보투쟁(安保闘争) 중에 강행 채결에 항의하여 도쿄 도립대학 인문학부 교수를 사퇴하였다. 그 뒤 잡지 『주고쿠』(中国)를 간행하고, 만년에는 루쉰(魯迅) 연구에 몰두했다.
이미 전쟁 때부터 이어져 온 그의 루쉰에 대한 연구는 필연적으로 중국 근대화에 대한 문제로 관심을 돌리는 결과를 낳았으며, 일본의 마르크스주의 사학에 대한 회의심이 생겨나고 아시아 개발 도상국들의 근대화 과정이 메이지 유신(明治維新)으로 대표되는 일본형이 유일한 모델이 아니라 좀 더 다양한 곳에 있지 않았느냐는 것이 다케우치의 주장이었다. 그러한 관점에서 패전 뒤에는 듀이의 중일문화비교론에 감명을 받기도 했다. 또한 일본의 문화구조가 노예적이고 주체성이 결여되어 있다고 지적하고, 일본의 지식인층이 가진 진보주의를 비판하였다.

## 저서
- 魯迅 日本評論社 1944、未来社 1961 新版1983・2002、講談社文芸文庫 1994
  - 『루쉰』, 서광덕 역, 문학과지성사, 2003년 10월 24일
- 日本イデオロギイ 筑摩書房 1952、こぶし文庫 1999
  - 일본 이데올로기, 돌베개 | 2017년 1월
- 日本とアジア ちくま学芸文庫、1993。新編解説加藤祐三
  - 『일본과 아시아』, 서광덕ㆍ백지운 공역, 소명출판, 2004년, 11월 20일
- 『고뇌하는 일본』, 다케우치 요시미 선집 1, 마루카와 데쓰시ㆍ스즈키 미사히사 공편, 윤여일 역, 휴머니스트, 2011년 11월 7일
- 『내재하는 아시아』, 다케우치 요시미 선집 2, 마루카와 데쓰시ㆍ스즈키 미사히사 공편, 윤여일 역, 휴머니스트, 2011년, 11월 7일

연구서
- 다케우치 요시미, 쓰루미 슌스케 저/쑨거 해설/윤여일 역 | 에디투스 | 2019년 12월
- 사상의 번역 : 쑨거의 『다케우치 요시미라는 물음』읽기와 쓰기, 윤여일 저 | 현암사 | 2014년 4월
- 다케우치 요시미라는 물음, 쑨거 저 / 윤여일 역 | 그린비 | 2007년 2월

## 같이 보기
- 아이덴티티
- 독일 관념론
- 모더니즘